# Гергаулов, Лев Васильевич
Лев Васильевич Гергаулов (1943, с. Танделта, Юго-Осетинская автономная область, Грузинская ССР, СССР — 27 августа 2015, Пермь, Российская Федерация) — советский и российский тренер по вольной борьбе, мастер спорта СССР, заслуженный тренер Российской Федерации, заслуженный работник физической культуры Российской Федерации.

## Биография
После окончания семилетки переехал в город. Тренировался у трехкратного чемпиона СССР, чемпион Европы, призёр чемпионата мира Андрея Цховребова. Однако по состоянию здоровья был вынужден прекратить спортивную карьеру. Вернулся в борьбу в Советской армии, выигрывал соревнования на уровне Вооруженных сил СССР.
После окончания Высшего Тюменского военного училища перешел на работу детским тренером в детскую спортивную школу Перми, позднее — «Областной центр физической культуры и здоровья» Пермской области. Среди его первых учеников был будущий мэр Перми Игорь Шубин, а чуть позже — губернатор Пермского края Юрий Трутнев.
Самой известной его воспитанницей стала чемпионка юношеских Олимпийских игр в Китае (2014) Дарья Шистерова.

## Награды и звания
Заслуженный тренер России.
Заслуженный работник физической культуры Российской Федерации (2002).